# Twiztid
Twiztid är en amerikansk skräckrap/hardcoregrupp från Detroit, Michigan. Gruppen består av duon Jamie Madrox (James Spanolio) och Monoxide Child (Paul Methric). Deras skivor ges ut på skivbolaget Psychopathic Records, som startades av Alex Abiss och de två Insane Clown Posse-medlemmarna Violent J och Shaggy 2 Dope.
Gruppen första album Mosttasteless gavs ut i USA 1998 och utomlands 1999 i en version med några utbytta spår. Det andra albumet Freekshow gavs ut 2000 och medförde en större succé och ett bredare publikintresse. Albumet var lite tyngre och rockigare med en förbättrad produktion.
Gruppens tredje album Mirror Mirror kom först två år senare och lyckades inte sälja lika bra som de tidigare. Gruppen återgick på albumet till en mer rapliknande stil än rock.
Det fjärde albumet Green Book släpptes 2003. Det femte och sjätte albumet släpptes med en månads mellanrum sommaren 2005 och bar titlarna Man’s Myth och Mutant. Man’s Myth var av mer traditionell rapstil och Mutant rockorienterad.